# Melhem Zein

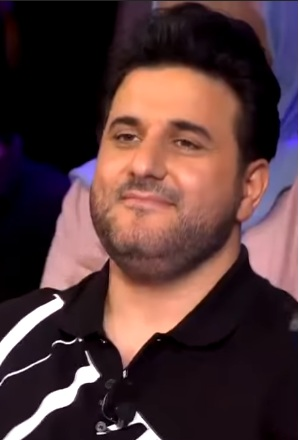
Melhem Zein, 2019

Melhem Hussein Zein (ملحم زين; * 21. Oktober 1982 in Shmistar, Gouvernement Baalbek-Hermel) ist ein libanesischer Sänger.

## Leben
Zein verbrachte den größten Teil seines Lebens in Bekaa, er hat sieben Geschwister. Mit elf Jahren nahm er an einem Gesangswettbewerb im Libanon teil, der an allen Schulen durchgeführt wurde. An seiner Schule gewann Melhem den ersten Platz. Im nationalen Wettbewerb wurde er Vierter. Melhem Zein studierte arabische Musik und ein Jahr lang Jura. Dies musste er aber beenden, da er der libanesischen Armee beitreten musste. Er trat 2003 in der Fernsehsendung SuperStar auf und wurde Dritter.
Seit 2008 ist Zein mit Tamani, der Tochter des jemenitischen Politikers Ali Salim al-Baidh verheiratet.

## Diskografie

### Alben
- 2004: Enti Msheeti (أنت مشيتي)
- 2006: Baddi Hebbek (بدي حبك)
- 2008: Aallawa (علواه)
- 2012: Melhem Zein (ملحم زين)
- 2017: Eljarh Elly Badou (الجرح اللي بعدو)

### EPs
- 2019: 2019
- 2023: Top Songs 2023

### Singles (Auswahl)
- 2004: Enti Msheeti
- 2004: Ya Zghiri
- 2004: Reddou Habibi
- 2006: Baddi Hebbek
- 2006: La Tchekki Fiyi
- 2006: Al Saa Sabaa
- 2008: Aallawa
- 2008: Gheby Ya Shames
- 2012: Kulle Mara
- 2012: Ma Aad Bade Eyak
- 2017: Dalle D7ake
- 2017: Dal3oona
- 2017: Hey Eli
- 2019: Oulo
- 2020: Do3f Nazar